# Archosauromorpha
Die Archosauromorpha sind eine Verwandtschaftsgruppe der diapsiden Reptilien, der die Archosaurier und verschiedene ausgestorbene Reptiliengruppen angehören, die enger mit den Archosauriern als mit den Lepidosauriern verwandt sind. Die entsprechende Schwestergruppe der Archosauromorpha sind die Lepidosauromorpha.
Zu den diagnostischen Merkmalen der frühen („primitiven“) Vertreter der Gruppe gehören die thecodonten Zähne (Zähne in Zahnfächern), das Fehlen eines Brustbeins, ein Gelenk zwischen Sprungbein (Astragalus) und Fersenbein (Calcaneus) innerhalb der Fußwurzel und ein hakenförmiger fünfter Mittelfußknochen, der mit dem vierten Mittelfußknochen verbunden ist, sowie die Phalangenformel 2-3-4-5-4 (Anzahl der Zehenglieder des jeweiligen Zehs). Ihr Hals hatte sieben bis acht Wirbel.
Alle Archosauromorpha-Gruppen, die nicht zum Taxon der Archosauria gehören, starben, mit Ausnahme der Choristodera, während oder am Ende der Trias aus. Die Choristodera überlebten bis zum Ende des Eozäns. Die einzigen heute lebenden Archosauromorphen gehören den Archosauria-Gruppen der Krokodile und Vögel an.
- Archosauromorpha
  -  ? † Choristodera Cope, 1884
  - † Protorosauria
  - † Trilophosauria
  - † Rhynchosauria
  - Archosauriformes Gauthier, 1986
    - † Proterosuchidae Broom, 1906
    - † Erythrosuchidae Watson, 1917
    - † Euparkeriidae Huene, 1920
    - Avesuchia Benton, 1999
      - † Turfanosuchus Young, 1973
      - † Proterochampsidae
      - Archosauria Cope, 1869
        - Crurotarsi
        - Ornithodira